# Bach-virágterápia
A Bach-virágterápia (ejtsd: „becs”, [bætʃ]) egy alternatív gyógymód, amit Edward Bach (1886-1936) brit orvos fejlesztett ki az 1930-as években.

## Elmélete
Alkalmazói szerint a Bach-terápia a „rezgésterápiák” egyik formája: a gyógyszer „információt” közvetít, amely segít „visszaállítani a szervezet egyensúlyát”. 
Edward Bach is homeopataként, a hasonló hasonlót gyógyít elve alapján kezdte pályafutását. Később azonban szakított a homeopátiával, és azt állította, hogy minden testi tünet lelki betegségekre vezethető vissza, így a testi bajok orvoslására a lelki bajokat kell meggyógyítani. 
Gyógymódja megalkotásánál egyik legfőbb célja volt, hogy egy bárki által használható öngyógyító módszert hozzon létre. Míg a homeopátia több ezer szerrel dolgozik, addig a Bach-virágterápia 38 tipikus lelki problémára kínál gyógyírt. Ebből a 38 típusból kell kiválasztanunk a számunkra szükséges gyógyszert; ha azonban nem sikerül, a beteg képzett terapeuták segítségét is igénybe veheti. A terápiát addig kell folytatni, amíg a lelki problémánkat meg nem oldjuk. A gyógyszerek alkalmazását egészségeseknek is ajánlják, a betegségek megelőzése érdekében.
Bach állítása szerint tapasztalati úton, illetve intuitíven fedezte fel a terápiában alkalmazott 38 vadvirág gyógyító hatását. Például séta közben olyan gondolata támadt, hogy a naptól forrósított növényen lévő harmatcseppek magukba szívják annak gyógyító tulajdonságát. Azt állította, hogy elég kézbe vennie egy virágot vagy megkóstolnia egy szirmot, hogy tisztába jöjjön annak gyógyító energiáival. Ugyanakkor a középkori szignatúratant is felhasználta elmélete megalkotásánál (a virágok külső megjelenését, lelőhelyét, fejlődését párhuzamba állította az emberek jellegzetességeivel). Ezeknek az inspirációknak a továbbfejlesztéseként jól szállítható és adagolható esszenciákat készített víz, konyak és virágok felhasználásával. Ezek a szerek annyiban hasonlítanak a homeopátiás orvosságokhoz, hogy a magas hígítás miatt általában ezek sem tartalmaznak hatóanyagot.
Az esszenciákat általában cseppenként kell adagolni, de kaphatóak más formában is, pl. külső használatú kenőcsökben vagy háziállatoknak szánt tablettákban is.

## Hatásvizsgálatok
A Bach-terápia a tudományos vizsgálatok eredményei szerint nem hatásosabb a placebónál; hatása feltehetőleg a placebohatásra és az öngyógyítás ritualizációjára épül. Ennek ellenére sok orvos és pszichológus alkalmazza betegein. Alkalmazása veszélytelen, mellékhatása nincsen.